# Eudocia Decapolitissa
Eudocia Decapolitissa (in greco Εὐδοκία ἡ Δεκαπολίτισσα?; fl. IX secolo) era l'imperatrice consorte di Michele III (842-867), l'ultimo membro della dinastia frigia a governare l'Impero bizantino.

## Biografia

### Matrimonio
Michele III era salito al trono nell'842, quando aveva solo due anni. Sua madre Teodora Armena e Teoctisto ricoprivano il ruolo di reggenti congiuntamente. Nell'855, Michele III aveva quindici anni e aveva già avuto la sua prima amante nella persona di Eudocia Ingerina.
Teodora non approvando la relazione e organizzò una sfilata delle spose per il figlio. Decapolitissa entra nella storia come una delle candidate a sposare il giovane imperatore. La sua provenienza è sconosciuta, anche se si presume che la partecipazione alla sfilata fosse riservato alle sole pretendenti nobili con legami con la corte.
Teodora stessa era stata scelta dalla suocera Eufrosina in una sfilata delle spose. Scelse la propria nuora, mentre a Michele non fu permesso di scegliere. Decapolitissa fu così scelta per diventare imperatrice.

### Imperatrice
Sembra che Michele abbia per lo più ignorato la nuova moglie e abbia continuato la sua relazione con Ingerina. Il conflitto tra Michele e i suoi reggenti giunse al culmine nel novembre dell'855. Michele organizzò l'assassinio di Teoctisto e l'allontanamento di Teodora dalla reggenza. Suo zio materno Bardas aveva assistito al colpo di stato e li aveva sostituiti come reggenti.
All'inizio dell'856, Michele III relegò le sorelle superstiti nei monasteri. Il 15 marzo 856, Teodora fu privata del titolo di Augusta. Le fu permesso di rimanere a palazzo fino all'anno successivo, quando, accusata di cospirazione contro il figlio, fu costretta a raggiungere le figlie diventando monaca (agosto o settembre 857).
Non si sa quale fosse lo status di Eudocia durante questi eventi. Rimase la moglie legale di Michele, ma fu ancora una volta per lo più ignorata. Continuò a essere l'imperatrice fino all'assassinio di Michele III da parte di Basilio il Macedone, il 23-24 settembre 867. Eudocia non subì nessuna conseguenza da Basilio e tornò vedova dalla sua famiglia. Non compare più nei documenti storici.